# Anna Reczyńska
Anna Reczyńska (ur. 1955) – polska historyk, profesor nauk społecznych, profesor nadzwyczajny Instytutu Amerykanistyki i Studiów Polonijnych Uniwersytetu Jagiellońskiego.
Specjalizuje się w historii najnowszej, historii powszechnej, historii Kanady, historii emigracji Polski oraz dziejach diaspory polskiej. W 1978 ukończyła studia historyczne na Uniwersytecie Jagiellońskim. Doktorat obroniła w 1985. Habilitowała się w 1998. Tytuł naukowy profesora uzyskała w 2016.
Pełni funkcję kierownika Zakładu Kanady Instytutu Amerykanistyki i Studiów Polonijnych UJ. Zajmuje stanowisko wiceprzewodniczącej Komisji do Badań Diaspory Polskiej Polskiej Akademii Umiejętności. Od 1998 do 2001 była przewodniczącą Polskiego Towarzystwa Badań Kanadyjskich, Jest członkinią: Komitetu Badań nad Migracjami Polskiej Akademii Nauk, Polskiego Towarzystwa Badań Kanadyjskich i The Canadian-Polish Research Institute w Toronto.

## Publikacje monograficzne
- Emigracja z Polski do Kanady w okresie międzywojennym (1986)
- Piętno wojny : Polonia kanadyjska wobec polskich problemów lat 1939-1945 (1997)
- Braterstwo a bagaż narodowy : relacje etniczne w Kościele katolickim na ziemiach kanadyjskich do I wojny światowej  (2013)